# Pen-y-cae
Pen-y-cae ou Penycae est un village et une communauté du borough de comté de Wrexham, au pays de Galles.

## Géographie
Pen-y-cae est situé à 9 km au sud-ouest du centre-ville de Wrexham. Il est traversé par l'Eitha (en), un affluent de la Dee qui alimente deux lacs de barrage en amont du village.

## Démographie
Au recensement de 2011, la communauté de Penycae comptait 3 389 habitants.